# Athéna pensive
 (mai 2024).
La mise en forme du texte ne suit pas les recommandations de Wikipédia : il faut le « wikifier ».
Les points d'amélioration suivants sont les cas les plus fréquents :
- Les titres sont pré-formatés par le logiciel. Ils ne sont ni en capitales, ni en gras.
- Le texte ne doit pas être écrit en capitales (les noms de famille non plus), ni en gras, ni en italique, ni en « petit »…
- Le gras n'est utilisé que pour surligner le titre de l'article dans l'introduction, une seule fois.
- L'italique est rarement utilisé : mots en langue étrangère, titres d'œuvres, noms de bateaux, etc.
- Les citations ne sont pas en italique mais en corps de texte normal. Elles sont entourées par des guillemets français : « et ».
- Les listes à puces sont à éviter, des paragraphes rédigés étant largement préférés. Les tableaux sont à réserver à la présentation de données structurées (résultats, etc.).
- Les appels de note de bas de page (petits chiffres en exposant, introduits par l'outil «  Source ») sont à placer entre la fin de phrase et le point final[comme ça].
- Les liens internes (vers d'autres articles de Wikipédia) sont à choisir avec parcimonie. Créez des liens vers des articles approfondissant le sujet. Les termes génériques sans rapport avec le sujet sont à éviter, ainsi que les répétitions de liens vers un même terme.
- Les liens externes sont à placer uniquement dans une section « Liens externes », à la fin de l'article. Ces liens sont à choisir avec parcimonie suivant les règles définies. Si un lien sert de source à l'article, son insertion dans le texte est à faire par les notes de bas de page.
- La présentation des références doit suivre les conventions bibliographiques. Il est recommandé d'utiliser les modèles {{Ouvrage}}, {{Chapitre}}, {{Article}}, {{Lien web}} et/ou {{Bibliographie}}. Le mode d'édition visuel peut mettre en forme automatiquement les références.
- Insérer une infobox (cadre d'informations à droite) n'est pas obligatoire pour parachever la mise en page.

Pour une aide détaillée, merci de consulter Aide:Wikification.
Si vous pensez que ces points ont été résolus, vous pouvez retirer ce bandeau et améliorer la mise en forme d'un autre article.

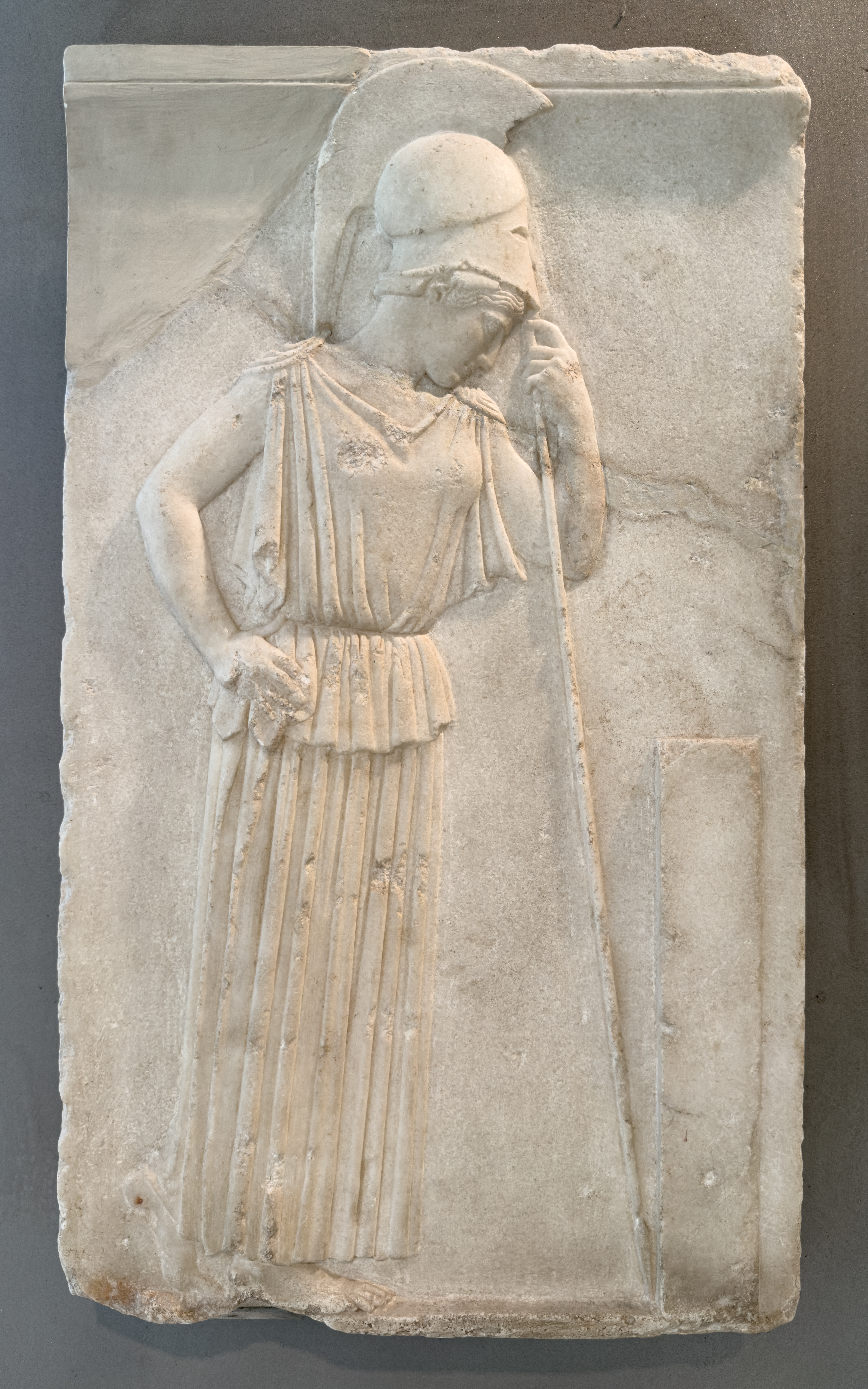
LAthéna pensive conservée au Musée de l'Acropole d'Athènes

L’Athéna pensive (parfois appelée aussi Athéna contemplative, Athéna pensante ou encore Athéna mélancolique) est un bas-relief de la période classique et de style sévère représentant la déesse Athéna. Cette œuvre énigmatique fut retrouvée sur l’acropole d'Athènes, non loin du Parthénon. Elle mesure 0,54 mètre de hauteur, 0,315 mètre de longueur, 0,05 mètre de largeur et est faite en marbre de Paros. Datée d’environ 460 avant notre ère, elle est conservée au Musée de l'Acropole d'Athènes.

## La découverte de l'Athéna pensive
L'Athéna pensive (peut-être était-elle fendue en deux lors de sa découverte) fut découverte sur le site archéologique du Parthénon d'Athènes en 1888 qui permirent l'accroissement de nos connaissances sur ce Parthénon. Ces fouilles permirent la découverte de morceaux peints du Parthénon, des statues ayant servies d'entrainement aux artistes avant la réalisation des œuvres finales et des temples encore inconnus.

## L'Athéna pensiverespecte des codes antiques
Sur ce bas-relief, la déesse Athéna porte un casque corinthien (un casque très utilisé durant l'époque classique) et un péplos (une tenue antique féminine). Elle tient une lance (une arme des hoplites).

## Une œuvre artistique
Cette œuvre représente la déesse Athéna seule de trois-quarts avec le visage de profil, pieds nus et se reposant sur une lance quelle tient dans sa main près de sa tête tandis que l'autre main est posée sur sa hanche. Le corps de la déesse délimite le cadre de l'œuvre et est déséquilibré. Athéna regarde une stèle à côté d'elle. Ce sont les deux seuls éléments de l'œuvre. Les détails sont nombreux surtout sur les vêtements et les cheveux de la déesse. Enfin, les études ont montré que l’œuvre était peinte.

### Un contraste
On retrouve un contraste entre la fluidité des mouvements de la déesse et la rigidité du péplos d'Athéna ainsi qu'entre la lance oblique, la stèle droite et le corps de la déesse.

### Des lignes
- le corps d'Athéna définit les limites du cadre et suit une courbe
- les vêtements de la déesse et la stèle sont verticaux
- la lance d'Athéna est oblique
- la déesse regarde la stèle

## L'Athéna pensiveest une oeuvre énigmatique dont on ne connait pas le rôle
Cette oeuvre fait polémique.
Certains pensent que cette stèle était une borne marquant la limite du sanctuaire dédié à Athéna. La déesse regarderait cette frontière afin de veiller sur ceux qui y entrent ou qui en sortent, ou bien d'inciter les personnes à se rendre dans son sanctuaire. Son regard réfléchi peut aussi signifier aux personnes entrant dans ce lieu sacré de prendre une attitude respectueuse. D’autres pensent que ce bas-relief est lié au trésor du sanctuaire. Il pourrait être une offrande offerte à la déesse. Certains pensent que cette offrande serait un remerciement d’un athlète pour sa victoire. On peut aussi penser que la déesse  regarde la stèle à côté d’elle qui pourrait être le support sur lequel on trouverait une liste d'offrandes qui lui seraient dédiés et entreposés dans le Parthénon, l'Athéna pensive marquerait le début d'une liste qui serait rédigée en colonne. L’idée de la liste revient aussi dans une autre hypothèse qui suggère que la déesse penchée sur la stèle veille sur une liste de soldats morts au combat. Ce qui expliquerait le regard pensif presque mélancolique d’Athéna ainsi que son casque corinthien et sa lance. De plus, cette œuvre date de la période des guerres médiques qui ont fait des ravages chez les athéniens.